# Never Ending Tour
Never Ending Tour är ett begrepp för den konsertturné Bob Dylan gjort från 1980-talet och framåt, med start 7 juni 1988. Bob Dylan och hans turné har spelat i Sverige inte mindre än 49 gånger från och med 1989 och var i landet senast hösten 2022, då de spelade i Stockholm och Göteborg.

## Namnet
Turnéns namn hittades på när Adrian Deevoy från Q Magazine intervjuade Bob Dylan i december 1989, det är inget namn som Dylan själv använt. 
AD: 'Tell me about this live thing. You've gone straight into this tour again - one tour virtually straight into the next one.'
BD: 'Oh, it's all the same tour.'
AD: 'It's the Never Ending Tour?'
BD: (likgiltigt) 'Yeah, yeah'

## Introduktion
Sedan augusti 2002 har de flesta konserterna börjat med en presentation av Bob Dylan:
| ” | Ladies and gentlemen please welcome the poet laureate of rock 'n' roll. The voice of the promise of the 60's counterculture. The guy who forced folk into bed with rock. Who donned makeup in the 70's and disappeared into a haze of substance abuse. Who emerged to find Jesus. Who was written off as a has-been by the end of the 80's, and who suddenly shifted gears releasing some of the strongest music of his career beginning in the late 90's. Ladies and gentlemen - Columbia recording artist Bob Dylan! | „ |

## Band
Sedan 2021 har Dylan spelat med följande band:
- Bob Dylan - sång, piano, munspel, elgitarr
- Donnie Herron - pedal steel, lap steel, mandolin, banjo, fiol, viola
- Doug Lancio - gitarr
- Bob Britt - gitarr
- Tony Garnier - bas, kontrabas
- Jerry Pentecost - trummor

Utöver basisten Tony Garnier, som medverkar ända sedan 1989, skiftar uppsättningen i bandet då och då.
Bland tidigare medlemmar märks bland andra:
- Charlie Sexton - gitarr, 1999-2002, 2009-2013, 2013-2019
- George Receli - trummor, 2001-2019
- Stu Kimball - gitarr, 2004-2018
- Denny Freeman - gitarr, 2005-2009
- Larry Campbell - gitarrer, pedal steel, banjo, cittern, mandolin, fiol, 1997-2004
- David Kemper - trummor, 1996-2001
- Bucky Baxter - pedal steel, dobro, slide, 1992-1999
- John Jackson - gitarr, 1991-1997
- G.E. Smith - gitarr, 1988-1991

## Skivsläpp
Under turnéns gång har Dylan släppt följande studioalbum:
- Down in the Groove - 1988
- Oh Mercy - 1989
- Under the Red Sky - 1990
- Good as I Been to You - 1992
- World Gone Wrong - 1993
- Time Out of Mind - 1997
- Love and Theft - 2001
- Modern Times - 2006
- Together Through Life - 2009
- Christmas in the Heart - 2009
- Tempest - 2012
- Shadows in the Night - 2015
- Fallen Angels - 2016
- Triplicate - 2017
- Rough and Rowdy Ways - 2020

Från och med Love & Theft medverkar turnébandet i sin helhet, ibland förstärkta med extramusiker, på skivorna. På Time Out Of Mind medverkar delar av det dåvarande turnebandet.   